# Kiss Each Other Clean
Kiss Each Other Clean è il quarto album di Samuel Beam conosciuto con lo pseudonimo di Iron & Wine. È stato pubblicato nel 2011 dall'etichetta indipendente britannica 4AD.
L'artwork è stato curato dallo stesso Samuel Beam.

## Tracce
Testi e musiche di Samuel Beam.
1. Walking Far From Home – 4:47
2. Me And Lazarus – 3:03
3. Tree By The River – 3:58
4. Monkeys Uptown – 3:48
5. Half Moon – 3:16
6. Rabbit Will Run – 5:30
7. Godless Brother In Love – 3:50
8. Big Burned Hand – 4:12
9. Glad Man Singing – 4:40
10. Your Fake Name Is Good Enough For Me – 7:01

Durata totale: 44:05